# Sébastien Epiney

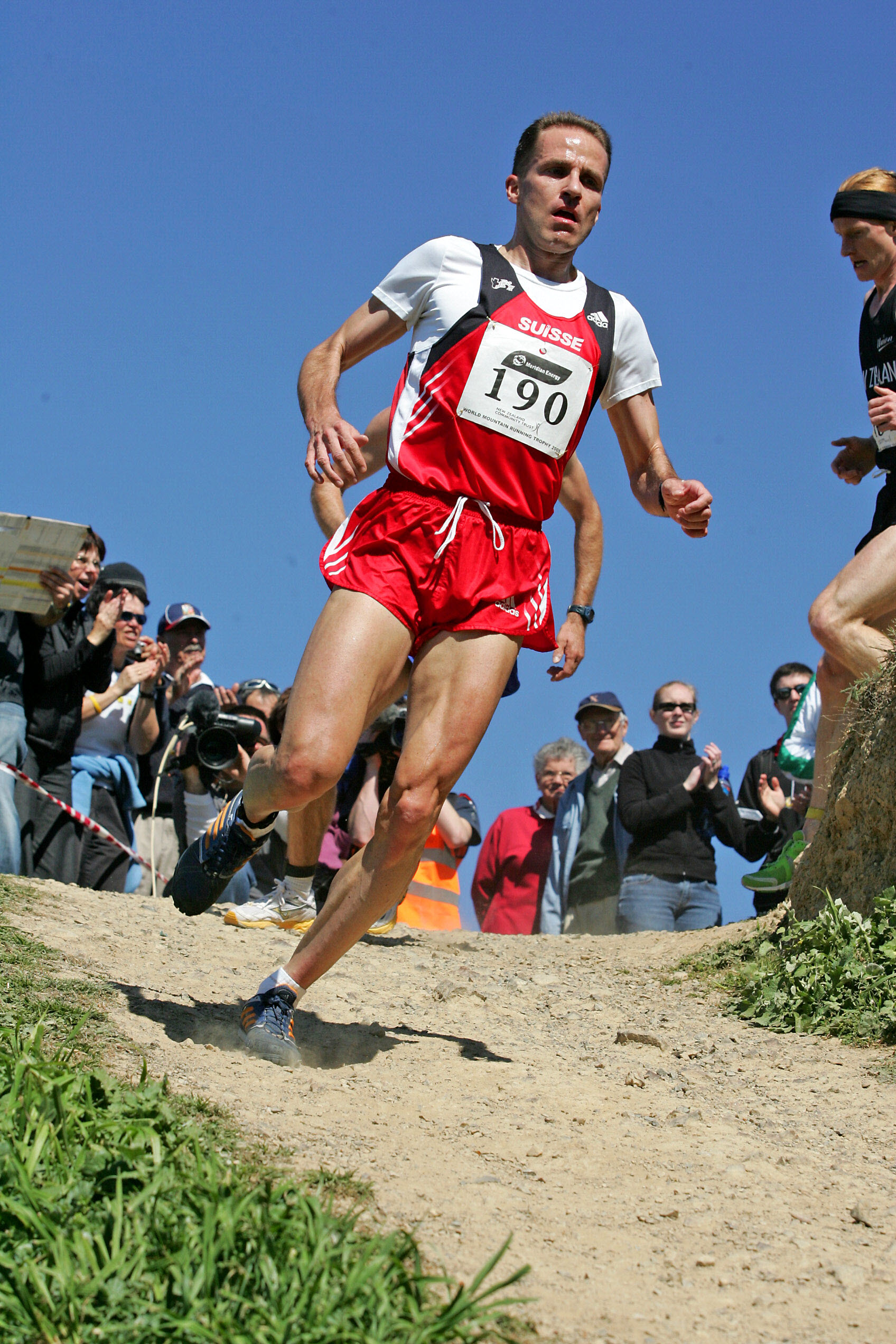
Sébastien Epiney (2020)

Sébastien Epiney (* 29. August 1967 in Paris) aus Nendaz ist ein ehemaliger Schweizer Skibergsteiger, Berg- und Marathonläufer. Er war Mitglied der Schweizer Nationalmannschaft Skialpinismus.

## Werdegang
Epiney begann 2001 mit dem Skibergsteigen und erzielte 2004 bei der Weltmeisterschaft im Vertical Race im Val d’Aran den dritten Platz sowie den vierten Platz in der Mannschaftsdisziplin zusammen mit Jean-Yves Rey. Als Läufer gewann er am 21. August 2005 den Matterhornlauf und im gleichen Jahr auch die Schweizer Meisterschaft im Skialpinismus.
Bei der Weltmeisterschaft im Skibergsteigen 2006 sicherte er sich im Vertical Race den fünften Platz und wurde in der gleichen Disziplin bei der Europameisterschaft 2007 Vierter.
Bei den Berglauf-Weltmeisterschaften 2007 in Ovronnaz holte er Bronze in der Gruppenwertung (mit Andy Sutz, Alexis Gex-Fabry und David Schneider).
2008 wurde er Schweizer Meister und bei der Weltmeisterschaft im Vertical Race Siebter.
Als Bergläufer hat Epiney schon mehrere Schweizer Meistertitel geholt. An den Berglauf-Europameisterschaften 2009 holte er die Bronzemedaille. 2010 beendete er seine Karriere.
Epiney ist Kurdirektor von Gstaad Saanenland Tourismus.